# Трапезний собор Антонія і Феодосія Печерських
Трапезна церква Св. Антонія і Феодосія Печерських з палатою — пам'ятка архітектури кінця XIX ст., наймолодший храм Києво-Печерського монастиря.
Перша Трапезна палата монастиря, побудована у XII столітті, не збереглась, і про її архітектуру нічого не відомо. Друга Трапезна палата із церквою Св. Петра і Павла була відбудована в стилі українського бароко, але у 1893 році її також зруйнували. Сучасна Трапезна палата з церквою побудована у 1895 році, з 1990 року в церкві регулярно проводяться богослужіння.

## Історія

### Перша трапезна палата
Будівництво трапезних при монастирях було спричинене Студійським статутом, який передбачав спільне харчування ченців. Недалеко від того місця, де стоїть сучасна споруда, у 1108—1110 роках була збудована перша кам'яна споруда Трапезної палати з церквою коштом мінського князя Гліба Всеславовича (ігумен — Феоктист). Ця споруда була зруйнована землетрусом 1230 року, а після монгольської навали 1240 року взагалі перестала існувати. За даними археологічних розкопок, ця трапезна знаходилася на південний захід від Успенського собору (законсервовані залишки фундаментів цієї споруди можна побачити у скверу на Соборній площі). В центрі споруди знаходилося чотири опорні стовпи, на які спирався купол церкви, а навколо розташовувалися кухня, комори і обідня зала.

### Друга трапезна палата

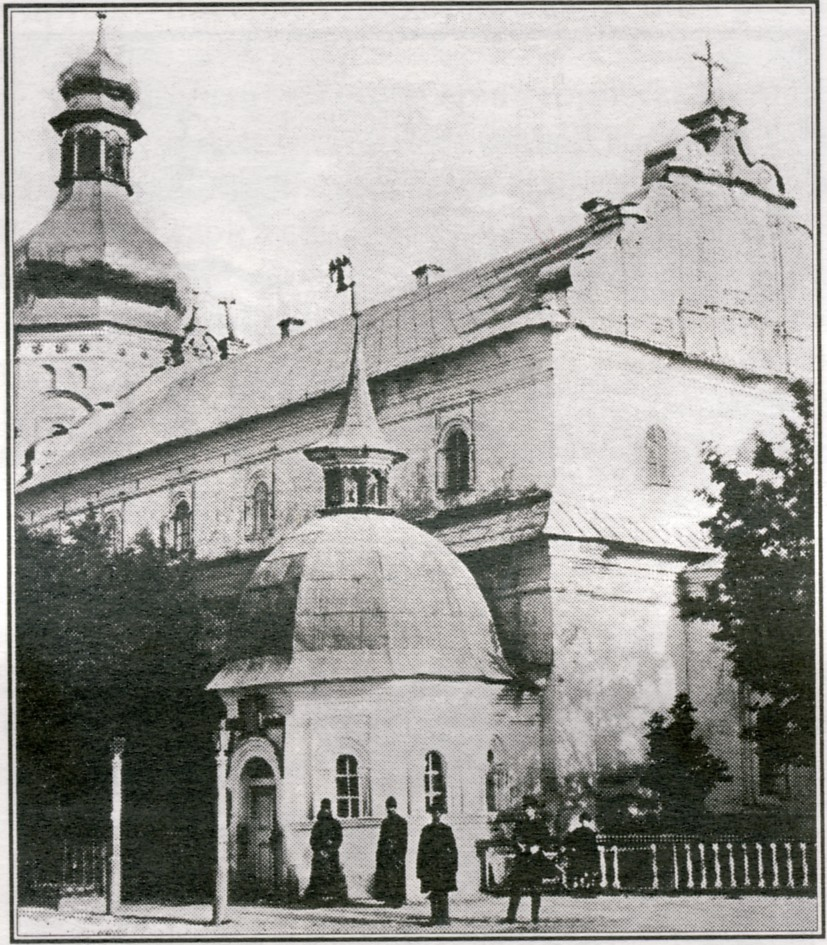
Трапезна церква Петра і Павла, розібрана у 1893

Другу трапезну спорудили на початку XVII ст. на новому місці. Справа в тому, що протягом XIV—XVII ст. сформувалася нова концепція розташування монастирських споруд навколо головного храму. За цією програмою трапезна повинна була знаходитися на південь від собору, де вона власне і постала. Спочатку була дерев'яною, а у 1686—1694 роках ту цьому ж місці зводиться кам'яна Трапезна церква Петра і Павла. Архітектура цієї споруди притаманна тому часу — це прямокутна в плані споруда з вівтарною апсидою на сході, оздоблена у рисах українського бароко. У 1893 році трапезну розібрали.

### Третя трапезна палата

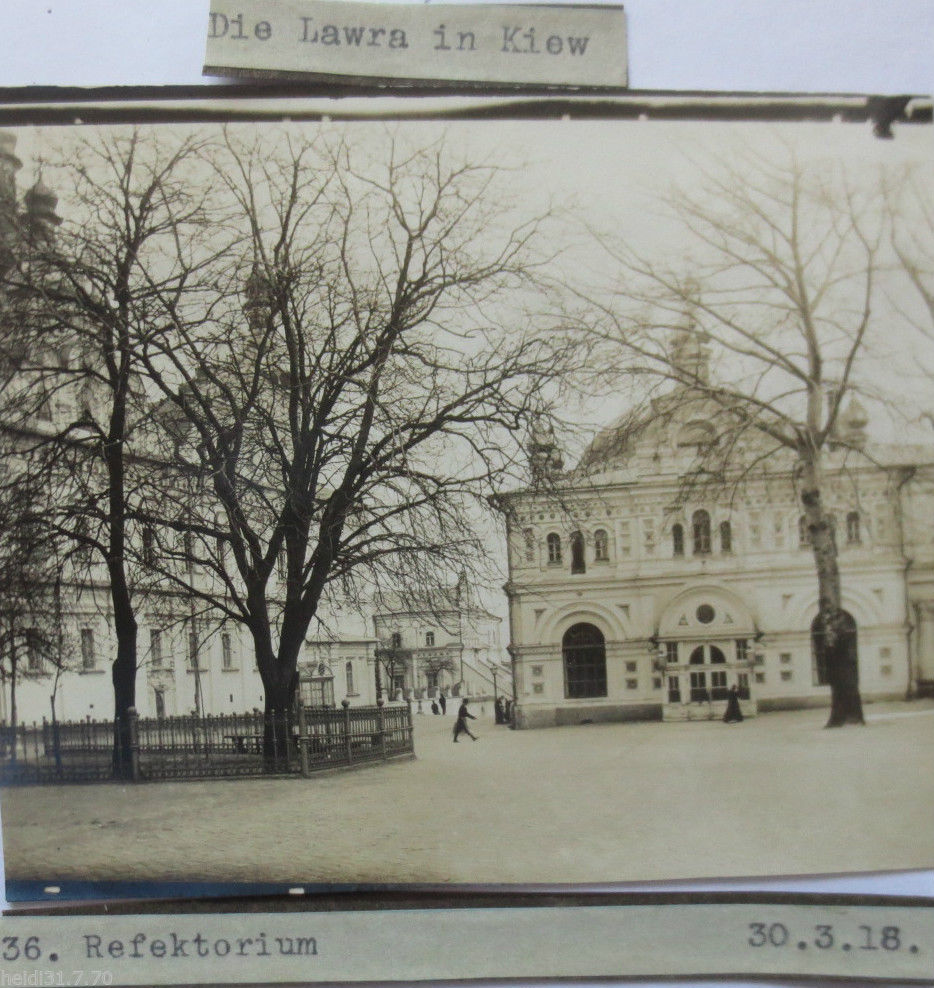
Фасад трапезної палати у 1918 році

Трапезна палата з церквою були відбудовані у 1895 році за проектом архітектора Володимира Ніколаєва у русько-візантійському стилі (ця споруда існує і нині).
Трапезна палата і церква складають єдиний комплекс, але архітектурно розмежовані: обідня зала прямокутна у плані з заходу примикає до однокупольного квадратного в плані трапезного храму в ім'я Антонія та Феодосія Печерських. Розписи в церкві виконано в академічній синодальній манері.
Роботи у трапезній палаті завершилися у 1903 році, а в церкві — 1910. Кухня збереглася як частина кухні старої трапезної, розібраної 1893 року. З 1923 року приміщення використовувалося в музейних та агітаційно-пропагандистських заходах. З часу передачі частини території Лаври монастиреві, церква трапезної використовується для богослужінь.
У 1941 році Трапезна постраждала під час вибуху Успенського собору. Ремонтно-реставраційні роботи на фасадах були в цілому закінчені 1956 року, відновлення інтер'єру велось впродовж 1976—1980 років.
З 1990 року у храмі регулярно проводяться богослужіння. З 1992 по 31 грудня 2022 року він був катедральним собором Української православної церкви Московського патріархату. 31 грудня 2022 року закінчився договір оренди храму церквою.
15 лютого 2023 року першу службу у храмі здійснила Православна церква України.

Єпископат ПЦУ на Архієрейському соборі 24 травня 2023 року, Трапезний собор Києво-Печерської лаври, Київ

24 травня 2023 року в Трапезному соборі відбувся Архієрейський собор Православної церкви України на якому було ухвалене історичне рішення щодо переходу на новоюліанський календар.

## Живопис
Художнє оформлення Трапезної палати і церкви Св. Антонія і Феодосія було завершене у 1903 році.
Розбивку стін під живопис, проект іконостаса, кіотів, солеї, панелей зробив російський архітектор О. Щусєв. Він також особисто керував орнаментальними роботами. Монументальний розпис приміщень палати і церкви виконали художники Г. Попов, А. Лаков та І. Їжакевич.

### Внесок художника Г.І.Попова
Головне мистецтво в храмі — живопис. У Трапезній це, в першу чергу, кілька десятків ікон в іконостасі й кіотах, які створював Г. І. Попов. Написані на металі, вони є найбільш традиційним, канонічним елементом інтер'єрного декору. Їх мазок гладкий, а лики — благообразні. [6, 30]
У стінопису Трапезної манера Георгія Івановича Попова зримо відрізняється від манери усіх його колег — цей майстер має і свій почерк, і власний стиль. Про художника Г. І. Попова, дійсно, відомо занадто мало: народився у 1858 році, з 1891 року впродовж двох років навчався в Імператорській Академії мистецтв. Закінчив її із званням «класний художник 3-го ступеня» 28 грудня 1893 р. У «Списке русских художников к юбилейному справочнику Императорской Академии художеств», складеному С. Н. Кондаковим, названі срібні медалі, якими Г. І. Попов був нагороджений: у 1891 р. (одна) і 1892 р. (три). Відомі також назви трьох картин художника за період його навчання в Академії: «Важка втрата», «За прядінням», «Прибило». [7, 97]
Останні «сліди» Попова — його підпис на ескізі «Зішестя Святого Духа на апостолів», підготовленого ним для невідомого храмового розпису, де зазначена дата: «1914 р.», а також обкладинки двох журналів «Нива» за 1914 і 1915 роки. Подальша доля майстра, на жаль, залишається нез'ясованою і до наших днів. [5, 54] Вагомим внеском в оформлені ансамблю лаврської Трапезної є ікони, створені для іконостасу та храмових кіотів художником Г. І. Поповим — загальною кількістю 32. Нині 26 ікон вважаються втраченими. Проте і розглянути, і, певною мірою, вивчити деякі з іконних творів можливо. [8, 92]
Відомо, що всі ікони для іконостаса та кіотів Трапезної церкви написав саме Г. І. Попов. Він працював у Лаврі з 1894 року і близько 16 років розписував інтер'єри лаврських споруд, серед яких відомі великі картини розпис вівтарної апсиди у Трапезній церкві та розпис великих кіотів у тій же церкві. [1, 184]
Щодо живопису ансамблю Трапезної, ім'я Г. І. Попова фігурує в документах впродовж 1902—1910 рр. Сюжетні композиції Трапезної палати й церкви під час виконання були «поділені» на дві частини: половина сюжетних розписів належить його колезі Їжакевичу, інша половина — пензлю Попова. [5, 54]
Попов взяв на себе виконати весь живопис у вівтарі і чотири ніші у головному квадраті храму, у Трапезі написати «Спасителя, який сидить на хмарах», нижню частину плафона «Піднесення панагії», «Христа в Еммаусі» і «Чудесний лов риби».
Найперші настінні композиції або, як їх називали, картини інтер'єрного ансамблю Трапезної — «Чудо в Еммаусі» і «Чудо на Тиверіадському озері», створювалися Г. І. Поповим у 1903 році. Можна з упевненістю вважати, що майстерність митця проявилася в них з максимальною свободою і віддачою. Це, на наш погляд, пояснюється тим, що спрямована О. В. Щусєвим колективна творчість в оздобленні ансамблю лаврської Трапезної в той час тільки розпочалася: звичайно, на першому етапі живописцям властива особлива свіжість думки й легкість руки. По-друге: за сюжетною фабулою стінописних композицій у палаті пейзаж, у якому відбувається дія, різноманітніша, ніж у стінописі храму.
Це саме по собі дає його творцю більшу живописно-пластичну свободу. У першій картині Попов «збагачує» ландшафт зображенням пишної середземноморської рослинності, у другій — зображенням озерної води. Відповідно до євангельської топографії сюжетних композицій «Нагорна проповідь» і «Нагодування п'яти тисяч» палестинський пейзаж у стінописі церкви виявився набагато скромнішим, стриманішим. На наш погляд саме пейзаж у двох картинах Трапезної палати найбільш виграшне відображає потенціал живописної техніки Г. І. Попова. [5, 61]
У картині Попова відірваний і думками, і почуттями — він повністю усунутий від охопленого їм переживаннями. Хвиля емоційного пориву навіть не торкнулася до його душі — свій вибір Іуда вже зробив, і, засудивши зрадника, він «викрив» себе сам. Він лише застиг після того, як відлунали слова вчителя: застигли пальці, судорожно потягли до себе скатертину — та так, торкнувшись її, і завмерли; кисть руки — скам'яніла, ніби приросла до гаманця; очі, які дивляться всередину себе і — ненавидять. Вираз величезних іудених очей художнику особливо вдається. Отримуючи від художника вираз самозанурення, вони формують сильний по психологічної подачі образ людини — «речі в собі». [7, 99]

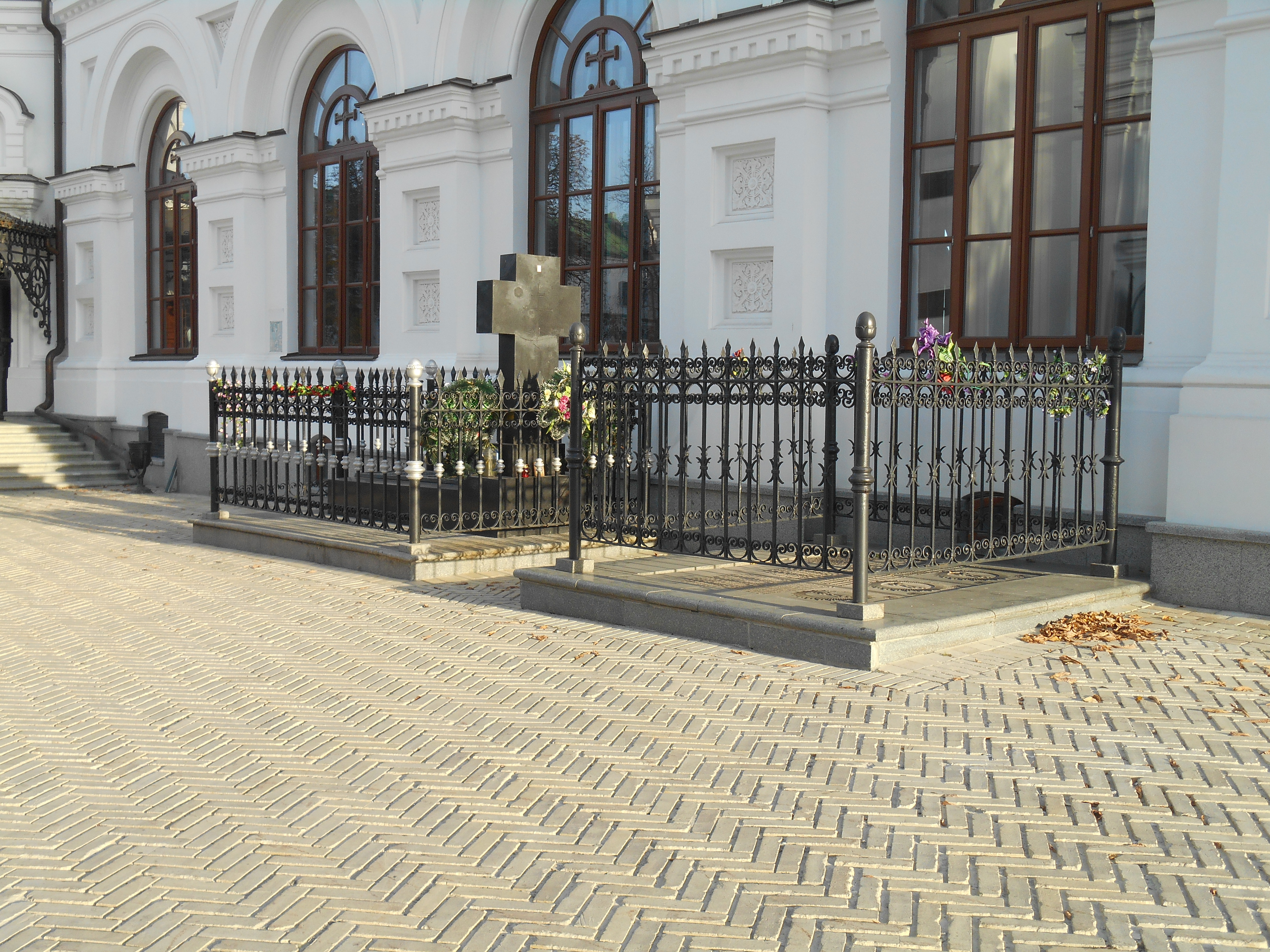
Трапезна церква Антонія і Феодосія, 2014

Саме роботи Попова у лаврі розкривають унікальний етап творчості цього художника, майже невідомий по сьогодні ні різноманітному колу відвідувачів Києво-Печерської лаври, ні знавцям і професійним історикам мистецтва. Можна з упевненістю стверджувати, що і стінописні композиції, й іконостасні та кіотні ікони Г. І. Попова в інтер'єрі Трапезної — це значний крок лаврського майстра. Він зроблений ним у процесі творчого пошуку, який йшов у напрямі сучасних європейських тенденцій мистецтва «рубежу століть».

## Некрополь
Біля Трапезної церкви поховані:
- Василь Кочубей — генеральний суддя, донощик на гетьмана Івана Мазепу
- Іван Іскра — полтавський полковник, донощик на гетьмана Івана Мазепу.
- Петро Столипін — прем'єр-міністр Росії у 1906—1911 роках, 5(18) вересня 1911 року був убитий в Київському оперному театрі.

## Галерея

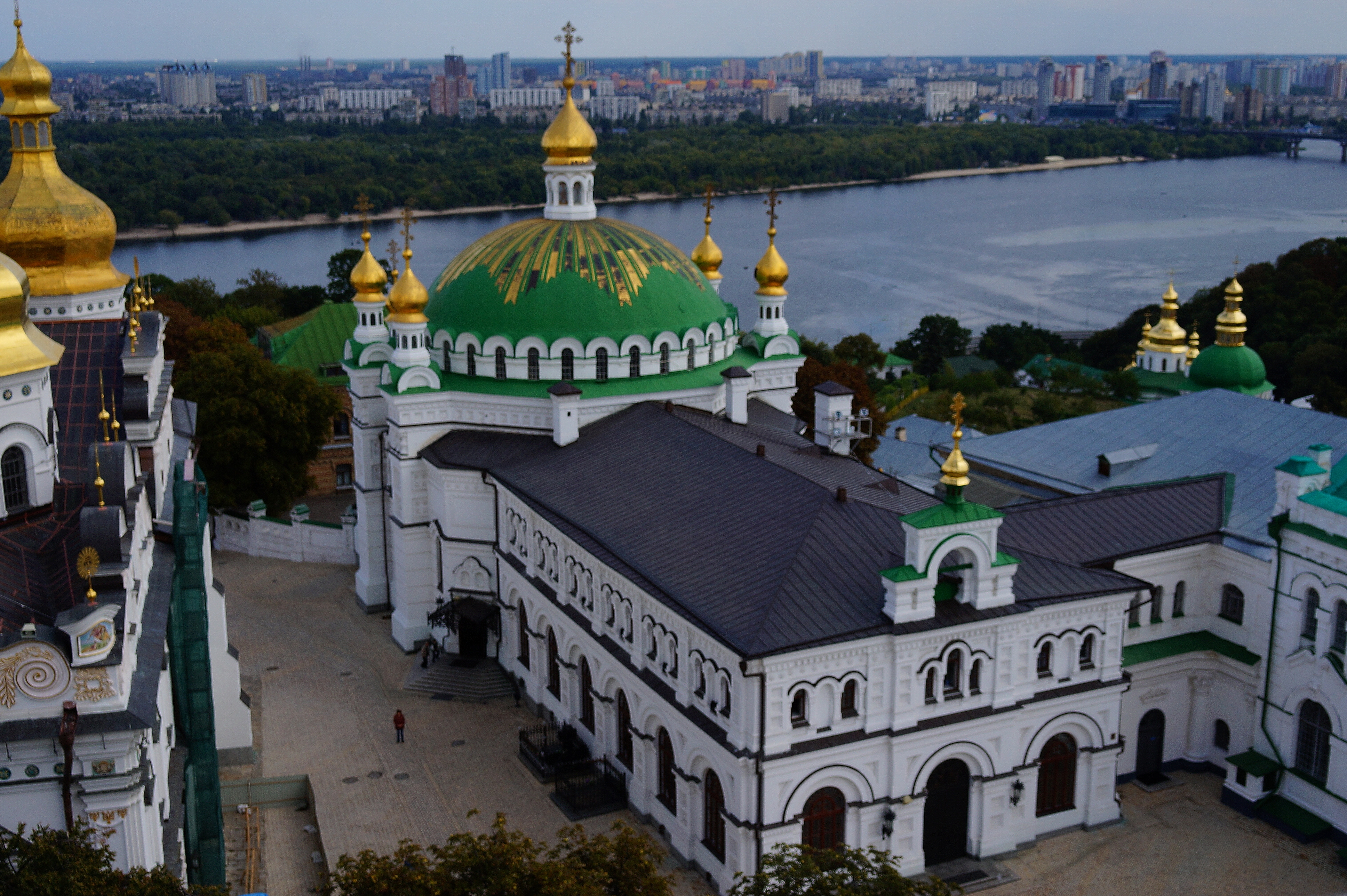
Вигляд із дзвіниці
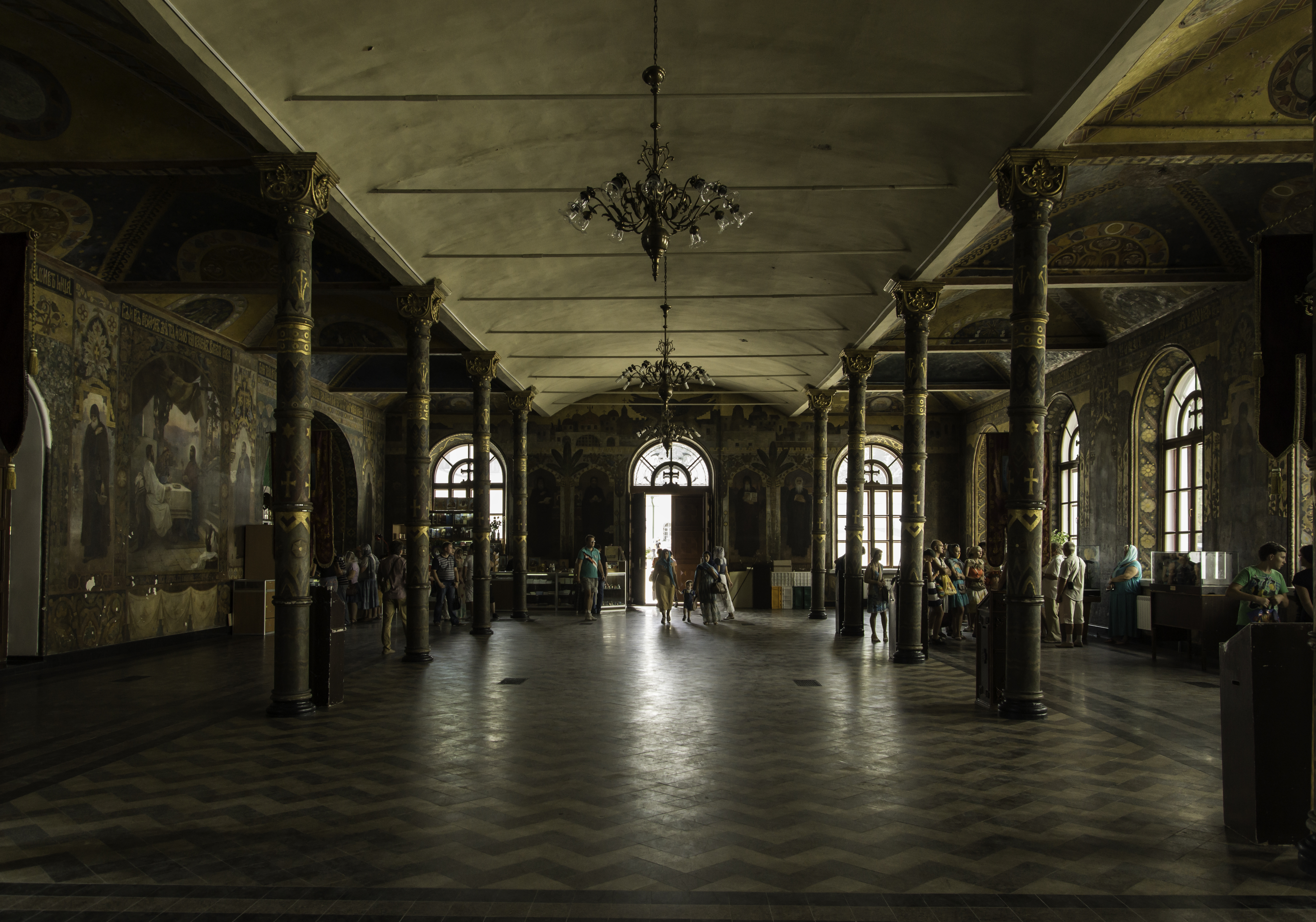
Інтер'єр трапезної палати